# Peermos
Peermos (Pohlia) is een kosmopolitisch geslacht van bladmossen uit de familie Mniaceae.

## Kenmerken
Pohlia-soorten groeien in losse tot dichte zoden. De rechtopstaande stengeltjes zijn op dwarse doorsnede meer of minder vijfhoekig en hebben een duidelijke centrale streng. De bladeren zijn eirond tot lancetvormig, geheel of gedeeltelijk getand richting de bladpunt, zonder uitgesproken randzoom en met een enkele bladnerf die eindigt voor de bladpunt of zelden uitsteekt. De lamina-cellen zijn langwerpig zeshoekig tot lineair. De sporenkapsel op de lange seta staat rechtop tot hangend en is kort eivormig tot cilindrisch. Huidmondjes zijn beperkt tot de kapselhals en kunnen faneropoor (niet ingebed) of cryptopoor (ingeklemd) zijn. Het peristoom is dubbel. Bij een aantal soorten worden in de bladoksels bulbillen gevormd.

## Naam
Johannes Hedwig (1730–1799) noemde het geslacht naar Johann Ehrenfried Pohl (1746–1800), een Duitse arts en botanicus. Hedwig volgde Pohl op als hoogleraar en directeur van de Botanische Tuin aan de Universiteit van Leipzig.

## Taxonomie
Het geslacht Pohlia werd voorheen toegewezen aan de familie Bryaceae. Volgens de systematiek van Frey/Fischer/Stech wordt hij nu in de familie Mniaceae geplaatst.

## Soorten
Er zijn wereldwijd 138 soorten. In Duitsland, Oostenrijk en Zwitserland komen de volgende soorten voor:
- Pohlia andalusica - Glanzend broedpeermos
- Pohlia andrewsii
- Pohlia annotina - Gewoon broedpeermos
- Pohlia bulbifera - Bolletjespeermos
- Pohlia camptotrachela - Korreltjespeermos
- Pohlia cruda - Glanzend peermos
- Pohlia drummondii
- Pohlia elongata - Lang peermos
- Pohlia filum
- Pohlia flexuosa - Draadjespeermos
- Pohlia lescuriana - Roodknolpeermos
- Pohlia longicolla
- Pohlia ludwigii
- Pohlia lutescens - Geelknolpeermos
- Pohlia marchica
- Pohlia melanodon - Kleipeermos
- Pohlia nutans - Gewoon peermos
- Pohlia obtusifolia
- Pohlia proligera
- Pohlia sphagnicola
- Pohlia toendrae
- Pohlia vexans
- Pohlia wahlenbergii - Bleek peermos